# عدم الاستقرار الصبغي
عدم الاستقرار الصبغي (بالإنجليزية: Chromosome instability)‏‏ (CIN) هو نوع من عدم الاستقرار الجينومي الذي تكون فيه الكروموسومات غير مستقرة، بحيث يتم نسخ أو حذف أجزاء من الكروموسومات أو بأكملها، يؤدي التوزيع غير المتساوي للحمض النووي على الخلايا الناتجة بعد الانقسام إلى فشل في الحفاظ على سوائية الصيغة الصبغية (العدد الصحيح للكروموسومات) مما يؤدي إلى اختلال الصبغية (عدد غير صحيح من الكروموسومات)، بمعنى آخر لا تحتوي الخلية البنت على نفس العدد من الكروموسومات مثل الخلية التي نشأت منها.
تمت دراسة هذه التغييرات في أورام صلبة قد تكون أو لا تكون سرطانية، يُعد عدم الاستقرار الصبغي أمرًا شائعًا في الأورام وسرطانات الدم وخاصة سرطان القولون والمستقيم، على الرغم من أن العديد من الأورام تُظهر تشوهات الكروموسومات إلا أن عدم الاستقرار الصبغي يتميز بزيادة معدل هذه الأخطاء.

## معايير تعريف عدم الاستقرار الصبغي
- نظرًا لأن عدم استقرار الصبغيات يشير إلى معدل تغيير الكروموسومات أو أجزاء كبيرة منها فإنه يجب أن تكون هناك مقارنات بين الخلايا أو مجموعات الخلايا بدلاً من النظر إلى الخلايا بشكل فردي لتحديد عدم استقرار الصبغيات. يجب فحص هذه الاختلافات إحصائيًا أيضًا.[2]
- يجب مقارنة المعدلات في مجتمع الخلية الذي تم اختباره بمجموعة الخلايا المرجعية. هذا صحيح بشكل خاص في عدم استقرار الصبغية النمطي الظاهري[2] حيث التغييرات دقيقة.
- يجب أن يرتبط عدد انقسامات الخلية التي خضع لها مجتمع الخلية بمعدل التغير الصبغي.[2]
- يجب ألا تقيس مقايسة عدم الاستقرار الصبغي معدلات تغيير الصبغيات بأكملها فحسب، بل تقيس أيضًا التغيرات الصبغية الجزئية مثل الحذف والإدراجات والانعكاسات والتضخمات لتأخذ في الاعتبار اختلال التشوهات الجزئية أيضًا.[2] يوفر هذا تحديدًا أكثر دقة لوجود عدم استقرار الصبغيات.
- يجب تحديد النتائج من تعدد الصيغ الصبغية وتضاعف الصيغ الصبغية وتسجيلها بشكل منفصل عن بعضها البعض، ذلك لأن تكلفة اللياقة البدنية (البقاء على قيد الحياة للجيل القادم) من عدم استقرار الكروموسومات أقل في الخلايا متعددة الخلايا، حيث تحتوي الخلية على عدد أكبر من الكروموسومات لتعويض عدم الاستقرار الكروموسومي الذي تعاني منه.[2]
- تكون الخلايا متعددة الصيغ الصبغية أكثر عُرضة للتغيرات الصبغية، وهو أمر يجب أخذه في الاعتبار عند تحديد وجود ودرجة عدم الاستقرار الكروموسومي[2]

## التصنيف
عدم الاستقرار الصبغي الرقمي هو معدل مرتفع إما لكسب أو فقدان كروموسومات كاملة؛ تسبب اختلال الصيغة الصبغية، ترتكب الخلايا الطبيعية أخطاء في الفصل الصبغي في 1% من انقسامات الخلايا، في حين أن الخلايا التي تحتوي على عدم الاستقرار الصبغي ترتكب هذه الأخطاء حوالي 20% من انقسام الخلايا، ولأن اختلال الصيغة الصبغية هو سمة شائعة في الخلايا السرطانية فإن وجود اختلال الصبغيات في الخلايا لا يعني بالضرورة وجود عدم الاستقرار الصبغي، بينما ارتفاع معدل الأخطاء هو محدد لعدم الاستقرار الصبغي، إحدى الطرق للتمييز بين اختلال الصبغيات دون CIN واختلال الصبغيات الناجم عن CIN هي أن CIN تسبب انحرافات كروموسومية متغيرة على نطاق واسع بينما عندما لا يكون CIN هو العامل السببي غالبًا ما تكون التعديلات الصبغية أكثر نسيليًا.
يختلف CIN الهيكلي في أنه بدلاً من الكروموسومات الكاملة، فقد تتكرر أو تُحذف قطع من الكروموسومات. قد يحدث أيضًا إعادة ترتيب أجزاء من الكروموسومات (انتقال كروموسومي) والتضخيم أو الحذف داخل كروموسوم في عدم الاستقرار الصبغي الهيكلي

## التأثير
غالبا ما يؤدي CIN إلى عدم توازن الصبغيات. هناك ثلاث طرق يمكن أن يحدث فيها اختلال الصيغة الصبغية. يمكن أن يحدث بسبب فقدان كروموسوم كامل، أو الحصول على كروموسوم كامل أو إعادة ترتيب الكروموسومات الجزئية المعروفة بإعادة ترتيب الكروموسومات الإجمالية (GCR). كل هذه هي السمات المميزة لبعض أنواع السرطان، يمكن أن يحدث عدم توازن الصبغية الجزئي بسبب عمليات الحذف أو التضخيم أو النقل الصبغي والتي تنشأ عن انكسار الحمض النووي، في حين أن فقدان واكتساب الكروموسومات الكاملة غالباً ما تكون بسبب أخطاء أثناء الانقسام.

## سلامة الجينوم
تتكون الكروموسومات من تسلسل الحمض النووي والبروتينات (مثل هيستون ) المسؤولة عن تعبئتها في الكروموسومات، لذلك عند الإشارة إلى عدم استقرار الصبغيات يمكن أن تحدث تغيرات علم التخلق أيضًا. الجينات من ناحية أخرى تشير فقط إلى تسلسل الحمض النووي (الوحدة الوراثية) وليس من الضروري التعبير عنها بمجرد أخذ العوامل الجينية في الاعتبار، يمكن أن تورث الاضطرابات مثل عدم استقرار الكروموسوم عن طريق الجينات أو اكتسابها في وقت لاحق من الحياة بسبب التعرض البيئي. تتمثل إحدى الطرق التي يمكن من خلالها الحصول على عدم استقرار كروموسوم في التعرض للإشعاع المؤين، المعروف أن الإشعاع يتسبب في تلف الحمض النووي، والذي يمكن أن يسبب أخطاء في تكاثر الخلايا، والتي قد تؤدي إلى عدم الاستقرار الصبغي. عدم الاستقرار الصبغي يمكن أن يسبب بدوره السرطان، ومع ذلك يتم توريث متلازمات عدم الاستقرار الصبغي مثل متلازمة بلوم ورنح توسع الشعريات وأنيميا فانكوني وتعتبر هذه الأمراض أمراضًا وراثية، وترتبط هذه الاضطرابات مع نشأة الورم، ولكن في كثير من الأحيان يكون النمط الظاهري على الأفراد كذلك. تُعرف الجينات التي تتحكم في عدم استقرار الكروموسوم بجينات عدم استقرار الكروموسوم، وهي تتحكم في مسارات مثل الانقسام وتكرار الحمض النووي وإصلاحه وتعديله. كما أنها تتحكم في النسخ ومعالجة النقل النووي.

## عدم الاستقرار الصبغي والسرطان
يرتبط البحث المرتبط بعدم ثبات الكروموسومات بالأورام الصلبة، وهي أورام تشير إلى كتلة صلبة من الخلايا السرطانية التي تنمو في أجهزة الأعضاء ويمكن أن تحدث في أي مكان في الجسم، تعارض هذه الأورام السرطانية التي تحدث في الدم ونخاع العظام والغدد الليمفاوية.
على الرغم من أنه تم اقتراح عدم استقرار الصبغيات لفترة طويلة لتعزيز تطور الورم إلا أن الدراسات الحديثة تشير إلى أن عدم استقرار الصبغية يمكن أن يعزز أو يوقف تقدم الورم. الفرق بين الاثنين يرتبط بكمية عدم الاستقرار الصبغي حيث يؤدي معدل صغير من عدم الاستقرار الصبغي إلى تطور الورم أو السرطان، في حين أن نسبة كبيرة من عدم الاستقرار الصبغي تكون قاتلة للسرطان، ويرجع ذلك إلى حقيقة أن معدلًا كبيرًا من عدم الاستقرار الصبغي يضر بآليات بقاء الخلية، ولا يمكن للخلايا السرطانية التكاثر وتموت (موت الخلايا المبرمج). لذلك يمكن أيضًا استخدام العلاقة بين عدم الاستقرار الكروموسومي والسرطان للمساعدة في تشخيص الأورام الخبيثة مقابل الأورام الحميدة.
تتميز غالبية الأورام الخبيثة الصلبة البشرية بعدم الاستقرار الصبغي عن طريق زيادة أو فقدان كروموسومات كاملة أو أجزاء من الكروموسومات، على سبيل المثال فإن معظم أنواع سرطان القولون والمستقيم وغيرها من أنواع السرطان الصلبة لديها عدم استقرار كروموسومي (CIN). وهذا يدل على أن عدم الاستقرار الكروموسومي يمكن أن يكون مسؤولاً عن تطور أنواع السرطان الصلبة، ومع ذلك، فإن التعديلات الجينية في الورم لا تشير بالضرورة أن الورم غير مستقر وراثيًا، كما يشير «عدم الاستقرار الجيني» لمختلف ظواهر عدم الاستقرار النمطي الظاهري.
دور عدم الاستقرار الصبغي في التسرطن تمت مناقشته بشدة، بينما يجادل البعض بالنظرية الكنسية لتنشيط الجين الورمي وتثبيط الجين الكابت للورم مثل روبرت وينبرج جادل البعض أيضًا بأن عدم الاستقرار الصبغي قد يلعب دورًا رئيسيًا في أصل الخلايا السرطانية لأن CIN يُضفي النمط الظاهري المتحور الذي يُمكِّن الخلية من تجميع عدد كبير من الطفرات في نفس الوقت، من بين العلماء الناشطين في هذا النقاش كريستوف لينجاور وكينيث كينزلر وكيث لوب ولورنس لوب وبيرت فوغلستين وبيتر دويسبرج.

## عدم الاستقرار الصبغي والانبثاث
حددت الأعمال الحديثة عدم استقرار الصبغيات (CIN) كمحرك جيني لورم خبيث، تؤدي أخطاء فصل الكروموسوم أثناء الانقسام إلى تكوين هياكل تسمى النوى الدقيق، تحتوي هذه النوى المجهرية التي توجد خارج النواة الرئيسية على أغلفة معيبة وغالباً ما تمزق محتوى الحمض النووي الجيني المعرض إلى السيتوبلازم، تعرض الحمض النووي المزدوج إلى السيتوسول ينشط المسارات المضادة للفيروسات، مثل مسار cGAS-STING لاستشعار الحمض النووي الخلوي، يشارك هذا المسار عادة في الدفاعات المناعية الخلوية ضد الالتهابات الفيروسية، تخطف الخلايا السرطانية التنشيط المزمن لمسارات المناعة الفطرية لتنتشر إلى الأعضاء البعيدة، مما يشير إلى أن CIN يسوق انبثاثات من خلال التهاب مزمن ينشأ بطريقة سرطانية داخل الخلايا السرطانية.

## طرق التشخيص
يمكن تشخيص عدم الاستقرار الكروموسومي باستخدام تقنيات تحليلية على المستوى الخلوي، غالبًا ما يستخدم لتشخيص CIN هو قياس التدفق الخلوي، التهجين الجيني المقارن، تفاعل البوليميراز المتسلسل، علم النواة الخلوية والتهجين الموضعي المتألق (FISH) هي تقنيات أخرى يمكن استخدامها. في التهجين الجينومي المقارن نظرًا لاستخلاص الحمض النووي من تجمعات الخلايا الكبيرة فمن المحتمل أن يتم تحديد العديد من المكاسب والخسائر، يستخدم علم النواة الخلوية في فقر دم فانكوني، استنادًا إلى ثقافات الدم الكاملة لمدة 73 ساعة، والتي يتم تلطيخها بعد ذلك باستخدام جيمزا، بعد التلطيخ لوحظ وجود شذوذ من النوع الكروماتي المرئي مجهريًا.

## طالع أيضًا
- عدم استقرار الجينوم
- عدم استقرار الساتل الميكروي